# Landgericht Weyhers
Das Landgericht Weyhers war ein königliches bayrisches Landgericht in Weyhers, einer Gemeinde im heutigen Landkreis Fulda (Hessen), das 1819 geschaffen wurde.
Bis 1862 waren in ihm sowohl Verwaltung und Justiz vereinigt. Erst dann wurden mit den Bezirksämtern die Verwaltungsaufgaben von den Gerichten getrennt.

## Orte des Landgerichts
Das Landgericht Weyhers hatte 1861 ca. 9000 Einwohner, die auf einer Fläche von ungefähr 170 Quadratkilometern lebten. Folgende 26 Orte gehörten zum Landgerichtsbezirk (mit den jeweiligen Einwohnerzahlen):
Abtsroda 280, Altenhof 210, Dalherda 700, Ebersberg 730, Gackenhof  393, Gichenbach 413, Hettenhausen 912, Lütter 455, Poppenhausen 1200, Ried 280, Rodholz 300, Schmalnau 850, Steinwand 683, Stellberg 245, Thalau 537 und Weyhers 797.
Im Jahr 1824 wohnten in vierzehn Ruralgemeinden, vier Pfarrdörfern und vier Kirchdörfern, 10 Weilern, verteilt auf 178 Höfe und 893 Wohnhäuser insgesamt 1525 Familien mit 8063 Einwohnern. Davon 6780 Katholiken, 1065 Protestanten und 218 Juden.
Im Jahr 1832 wohnten 8207 Einwohner in 1654 Familien im Gerichtsbezirk. Darunter befanden sich als Handwerker und Gewerbetreibende ein Apotheker, zwei Bäcker, sechs Baumwollweber, fünf Büttner, zwanzig Drechsler, zwei Färber, sechs Glaser, 447 Leinenweber, zwei Manger [Tuchwalker, Kleinhändler, Krämer], 25 Maurer, ein Metzger, 31 Müller, ein Sattler, sieben Schlosser, 23 Schmiede, 38 Schneider, achtzehn Schreiner, 31 Schuhmacher, ein Seifensieder, vier Siebmacher, ein Spengler, fünf Wagner, neunzehn Wirte, zwei Ziegelbrenner und 26 Zimmerleute.

## Gerichtsräume
Zwischen 1840 und 1844 wurde das Gebäude des Landgerichts errichtet (heute Fuldaer Straße 1). Nach verschiedenen Nutzungsänderungen betreibt der Landkreis Fulda heute darin ein Altenheim. 1846 wurde in direkter Nachbarschaft ein Gebäude zum Gefängnis mit zehn Zellen umgebaut.

## Landrichter
- Friedrich Vorhaus (1820–1822)
- ? Albert (1822–1831)
- Egid Kapp (1831–1832)
- Valentin Jörg (1832–1836)
- Matthias Halbig (1836–1838)
- Anton König (1838–1848)
- Leonhard Geigel (1848–1857) (ließ die Ebersburg renovieren)
- Adam Streitel (1857–1862) (Vater von Franziska Streitel)

## Auflösung
Zum 1. Juli 1862 wurden die Bezirksämter in Bayern errichtet und die Trennung von Rechtspflege und Verwaltung vollzogen. Die Rechtspflegeeinrichtungen behielten die Bezeichnung Landgericht und die Verwaltungsbehörden erhielten die Bezeichnung Bezirksamt. Somit war das Landgericht nur noch für juristische Aufgaben zuständig, während Verwaltungsaufgaben an das Bezirksamt Gersfeld abgegeben wurden.
Sämtliche Gemeinden des Gerichtsbezirks gehörten ab 1866 nach dem Sieg Preußens im Deutschen Krieg nicht mehr zum Königreich Bayern. Aus dem Königlich Bayrischen Landgericht wurde das Königlich Preußische Amtsgericht Weyhers, welches im Rahmen der Auflösung des Kreises Gersfeld im Jahr 1932 in Amtsgericht Gersfeld umbenannt wurde.